# Real (Castelo de Paiva)
Real ist eine Gemeinde im Norden Portugals.
Real gehört zum Kreis Castelo de Paiva im Distrikt Aveiro, besitzt eine Fläche von 33,1 km² und hat 1194 Einwohner (Stand 19. April 2021).